# Attalea kewensis
Attalea kewensis är en enhjärtbladig växtart som först beskrevs av Joseph Dalton Hooker, och fick sitt nu gällande namn av Scott Zona. Attalea kewensis ingår i släktet Attalea och familjen Arecaceae. Inga underarter finns listade i Catalogue of Life.